# 沙蒂永莱松
沙蒂永莱松（法語：Châtillon-lès-Sons，法語發音：[ʃatijɔ̃ lɛ sɔ̃]，意为“松附近的沙蒂永”）是法国上法蘭西大區埃纳省的一个市镇，属于拉昂区。

## 地理
沙蒂永莱松（49°45'32"N, 3°41'3"E）面积10.56 平方千米，位于法国上法蘭西大區埃纳省，该省份为法国北部内陆省份，北起北部省，西接索姆省和瓦兹省，东临阿登省和马恩省，西南至塞纳-马恩省，东北部与比利时接壤。
与沙蒂永莱松接壤的市镇（或旧市镇、城区）包括：布瓦莱帕尔尼、埃尔隆、乌塞、马尔西苏马尔勒、马尔勒、拉讷维尔乌塞、松和龙谢尔。

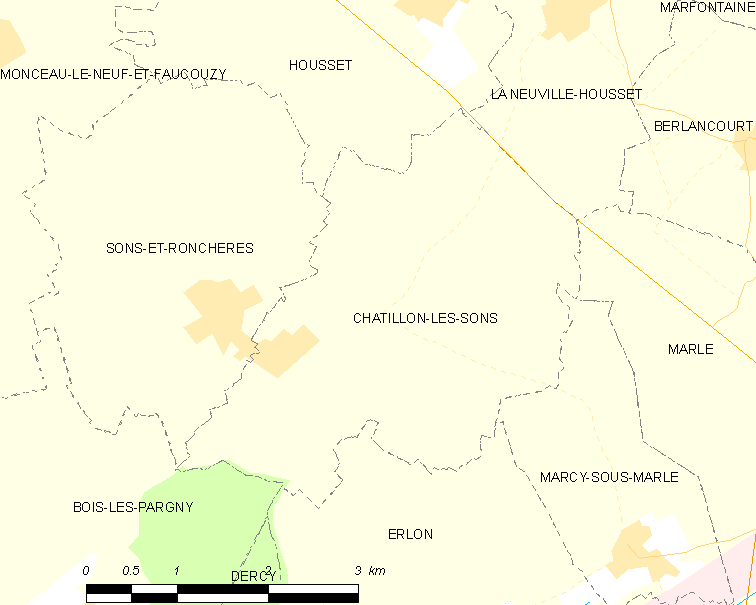
沙蒂永莱松的OSM定位图

沙蒂永莱松的时区为UTC+01:00、UTC+02:00（夏令时）。

## 行政
沙蒂永莱松的邮政编码为02270，INSEE市镇编码为02169。

## 政治
沙蒂永莱松所属的省级选区为马尔勒县。

## 人口

1962-2008年间沙蒂永莱松人口变化图示

沙蒂永莱松于2022年1月1日时的人口数量为83人。